# Саманта Гарві
Саманта Гарві (англ. Samantha Harvey; нар. 1975, Кент, Велика Британія) — англійська письменниця, авторка кількох схвалених критиками романів, які потрапили до коротких списків й отримали різні літературні премії. Лавреатка Букерівської премії 2024 року за роман «Orbital». Роман «Orbital» отримав хвилю обурення серед української спільноти. Літературна критикиня Ганна Улюра розкритикувала номінацію роману : «У короткому списку цьогорічного Букера є один роман, від якого око смикається», — написала вона. За словами критикині, книжка розповідає про росіян-«голубів миру у вакуумі» і закликає до замирення і пацифізму.

## Молодість й освіта
Провела перші десять років життя в Діттоні, графство Кент, поблизу Мейдстоуна. Народилася в сім'ї будівельника, батьки розлучилися. Мама переїхала до Ірландії, і свої підліткові роки Саманта провела у Йорку, Шеффілді та Японії. Вивчала філософію в університетах Йорка та Шеффілда. 2005 року закінчила магістерський курс творчого письма в Університеті Бат-Спа, а також здобула там ступінь доктора філософії з творчого письма.

## Кар'єра

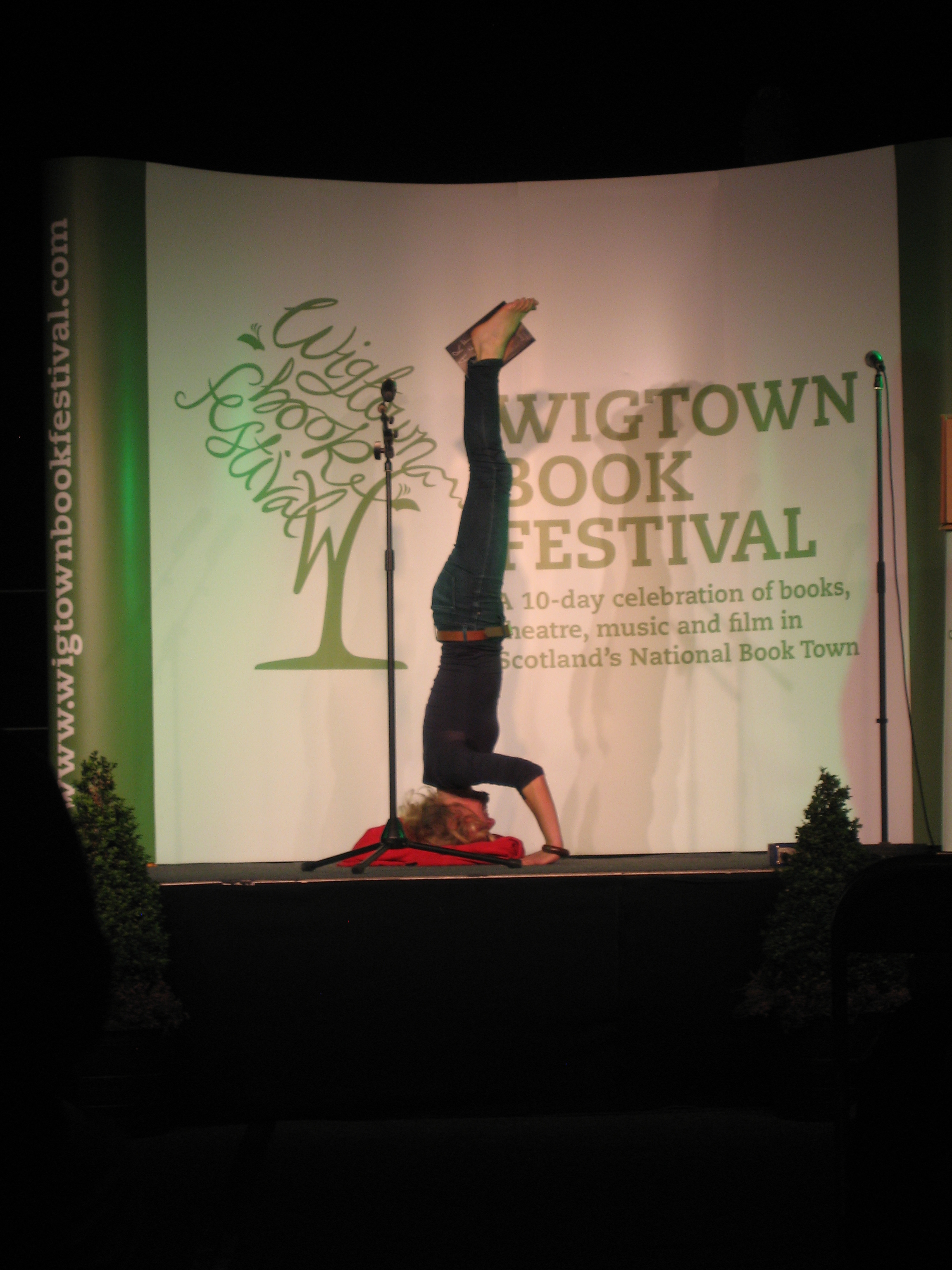
Виконання стійки на голові на сцені на Вігтаунському книжковому фестивалі

Її перший роман, «The Wilderness» (2009), написаний з погляду людини, у якої розвивається хвороба Альцгеймера, і через дедалі фрагментарну прозу описує руйнівний вплив хвороби. Роман потрапив до короткого списку Літературної премії «Орандж» та довгого списку Букерівської премії. «All Is Song» (2012) — це її другий роман про моральний і синівський обов'язок, а також про вибір між сумнівом і підпорядкуванням. Авторка описала його як вільне, сучасне переосмислення життя Сократа.
Третій роман «Dear Thief» — це довгий лист жінки до її відсутньої подруги, в якому докладно описано емоційні наслідки любовного трикутника. Існує думка, що роман оснований на пісні Леонарда Коена «Famous Blue Raincoat». Роман вийшов 2014 року у Jonathan Cape. У березні 2018 року вийшов її черговий роман «The Western Wind» про священника з Сомерсету XV століття.
«The Shapeless Unease», єдиний твір нон-фікшн, — це опис її досвіду тяжкого безсоння. Дія останнього роману «Orbital» (2023) розгортається на космічній станції протягом одного дня на низькій навколоземній орбіті. Марк Геддон назвав його одним з найкрасивіших за останній час.
Її оповідання публікувалися в журналі «Гранта» і на BBC Radio 4. Авторка рецензій для «Ґардіан» і «Нью-Йорк таймс», а також есе та статей для «Нью-Йоркер», «Телеграф», «Ґардіан» і «Тайм». Серед її виступів на радіо — у «Першому ряду», «Розгорни книгу», «A Good Read» і «Почни тиждень» на Radio 4 та на Radio 3 «Вільне мислення».

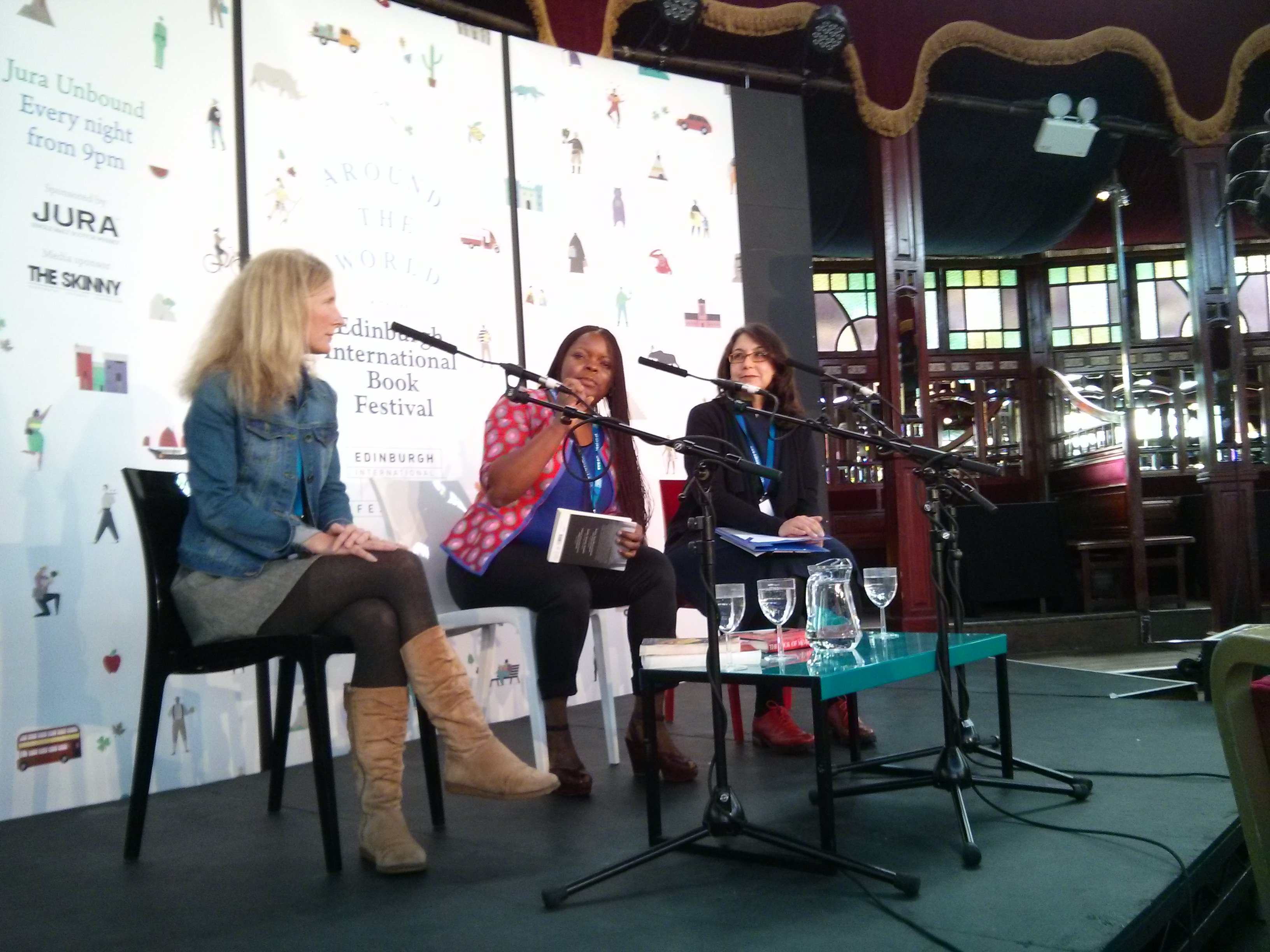
На сцені з Петіною Гаппа та Лі Рендалл на Единбурзькому міжнародному книжковому фестивалі

Романи Гарві розглядалися на отримання багатьох премій, зокрема Букерівської премії, Жіночої премії Бейліс за художню літературу, Меморіальної премії Джеймса Тейта Блека, Премії Вальтера Скотта та «Орандж». 2010 року названа однією з 12 найкращих нових британських романістів за версією «The Culture Show». 2019 році «Західний вітер» отримав премію Staunch Book Prize.
Видається у Великій Британії видавництвом Jonathan Cape і у США видавництвом Grove Atlantic. Її представляє агент Анна Веббер.
Викладає творче письмо в Університеті Бат-Спа та є членкинею академії Письменницької премії від незалежного видавництва. 2016 року була у журі премії Гіллера й отримала письменницькі стипендії за програмою Макдовелл (США), у Шотландії та від Фонду Санта-Маддалена (Італія).
Регулярно викладає для Фонду Арвона та разом з письменницею Еммою Гупер щорічно проводить курси письма в Іспанії.

## Визнання
Творчість Гарві порівнюють із творчістю Вірджинії Вулф. Вона отримує схвальні відгуки за її ліричну прозу та проникливі дослідження людської психіки.

### Номінації та призи
12 листопада 2024 року роман «Orbital» отримав Букерівську премію, він також увійшов до короткого списку премії Урсули К. Ле Гуїн 2024 року.
| Рік  | Назва            | Нагорода                         | Категорія            | Результат     | Прим.         |
| ---- | ---------------- | -------------------------------- | -------------------- | ------------- | ------------- |
| 2009 | The Wilderness   | AMI                              | —                    | Перемога      |               |
| 2009 | The Wilderness   | Бетті Траск                      | Приз Бетті Траск     | Перемога      | [ 33 ]        |
| 2009 | The Wilderness   | "Ґардіан" для дебютної книги     | —                    | У шорт-листі  | [ 34 ]        |
| 2009 | The Wilderness   | Мен-Букер                        | —                    | довгий список | [ 35 ]        |
| 2009 | The Wilderness   | Орандж                           | —                    | У шорт-листі  | [ 36 ]        |
| 2015 | Dear Thief       | Жіноча літературна премія Бейліс | —                    | довгий список | [ 37 ] [ 38 ] |
| 2015 | Dear Thief       | Джеймса Тейта Блека              | Художня література   | У шорт-листі  | [ 39 ]        |
| 2015 | Dear Thief       | Jerwood Fiction Uncovered        | —                    | довгий список |               |
| 2018 | The Western Wind | HWA Crown                        | Золота корона        | довгий список | [ 40 ]        |
| 2019 | The Western Wind | Staunch Book                     | —                    | Перемога      | [ 41 ]        |
| 2019 | The Western Wind | Вальтера Скотта                  | —                    | У шорт-листі  | [ 42 ]        |
| 2020 | The Western Wind | Дублінська літературна премія    | —                    | довгий список | [ 43 ]        |
| 2024 | Orbital          | Букерівська премія               | —                    | Перемога      | [ 31 ]        |
| 2024 | Orbital          | Орвелла                          | Політична література | У шорт-листі  | [ 44 ]        |
| 2024 | Orbital          | Урсули Ле Гуїн Prize             | —                    | У шорт-листі  | [ 32 ]        |